# Francis Lickerish
John Francis Lickerish (Cambridge, 11 april 1954) is een Brits gitarist en luitspeler.
Lickerich begon met gitaarspelen toen hij ongeveer veertien jaar oud was. Zijn voorbeelden binnen de popmuziek waren Captain Beefheart, Little Feat (rock) en Martin Carthy (folk). Dit bracht tegenwicht tegen de klassieke invloed van onder meer Gustav Mahler, Ralph Vaughan Williams en Benjamin Britten. Zijn belangstelling voor de luit kreeg hij van Julian Bream en later van Ritchie Blackmore en Jan Akkerman. In 1974 stichtte hij samen met Robert John Godfrey The Enid, eigenlijk ter gelegenheid van de sluiting van hun school Finchden Manor, een school voor moeilijk opvoedbare kinderen. De muziekgroep kreeg op kleine schaal succes, voornamelijk als cultband binnen de progressieve rock. Lickerish maakte van 1974 tot 1980 deel uit van The Enid, de band staat/stond bekend vanwege de bombastische orkestraties, die dus terug te voeren zijn op de klassieke muziek. Samen met Godfrey richtte hij hun eigenlijk geluidsstudio op en zo is Lickerish onder ander te horen als basgitarist op Kids in America van Kim Wilde.
In 1980 probeerde hij een nieuw band op te zetten Rutterkin, hij speelde daarin van 1980 tot 1985. Toen trok hij zich terug uit de muziek. Hij ging psychologie studeren om meer over zichzelf te weten te komen (zie de school waaraan hij leerde). Dit leidde niet tot het verwachte succes, in plaats van te “genezen” raakte Lickerish verslaafd aan alcohol en cocaïne. In 1987 werd het hem duidelijk dat het zo niet langer kon en probeerde hij af te kicken onder meer door reizen te ondernemen naar India. Zijn eerste huwelijk strandde in dat jaar. Door zijn studie kon hij wel werken als therapeut, de muziekwereld zag hij niet zo zitten. In 2006 kreeg hij van zijn tweede vrouw een luit cadeau en dat zette hem weer in de muziek. Met Hilary Palmer uit Rutterkin en zijn oude maatje William Gilmour uit The Enid begon hij de muziek weer op te pakken en dat leverde de muziekgroep Secret Green op met in 2009 de uitgave van To wake the king.  
Zijn voorliefde voor enige bombast en historische verhaallijnen (liedteksten) zijn terug te vinden in zowel zijn werk met The Enid als Secret Green.

## Discografie

### Studio-albums
- 1976: The Enid - In the region of the summer stars
- 1977: The Enid - Aerie faerie nonsense
- 1979: The Enid – Touch me
- 1979: The Enid – Six pieces
- 1979: The Enid – Live at Hammersmith Volume 1
- 1983: The Enid – Something wicked this way comes (2 tracks)
- 2009: Secret Green – To wake the king
- 2012: solo – Far and forgot

- MusicBrainz: 43031121-9ee2-48d1-83b3-210956139b1a
- Nationale Bibliotheek van Tsjechië: pag2016925726
- Virtual International Authority File: 2381147553261453800005